# Armia Kaukaska
Armia Kaukaska (ros. Кавказскaя армия) – jedna z armii Imperium Rosyjskiego w czasie I wojny światowej.
Sztab polowy armii sformowano w sierpniu 1914 roku przy sztabie Kaukaskiego Okręgu Wojskowego. W kwietniu 1916 roku sztab Armii przemianowano na Front Kaukaski, a sztab polowy armii sformowano na nowo. Rozformowano armię na początku 1918 roku.

## Skład
- 1 Kaukaski Korpus Armijny od 7.01.1915 – grudzień 1917;
- 4 Kaukaski Korpus Armijny od 2.01 – grudzień 1917;
- 5 Kaukaski Korpus Armijny od 1.05.1916 – grudzień 1917;
- 6 Kaukaski Korpus Armijny od 1.09.1915 – grudzień 1917;
- 7 Kaukaski Korpus Armijny od 1.05 – grudzień 1917;
- 2 Turkiestański  Korpus Armijny od 7.01.1915 – grudzień 1917;
- 1 Kaukaski Korpus Kawalerii od 1.08.1916 – grudzień 1917;
- 2 Kaukaski Korpus Kawalerii od 1.08.1916 – 1.02.1917;

## Dowódcy Armii
- gen. kawalerii Iłłarion Woroncow-Daszkow 30 sierpnia 1914 – 23 sierpnia 1915.
- gen. kawalerii Mikołaj Mikołajewicz Romanow 23 sierpnia 1915 – 3 kwietnia 1917.
- gen. piechoty Nikołaj Judenicz 3 marca 1917 – 3 kwietnia 1917.

- gen. piechoty Nikołaj Judenicz 3 kwietnia 1917 – czerwiec 1917.
- gen. piechoty Michaił Przewalskij  czerwiec – wrzesień 1917.
- gen. piechoty Władimir  Władimirowic De Witt 3 kwietnia 1917 – czerwiec 1917.
- gen. lejtnant Ilia Zurabowicz Odiszelidze 3 kwietnia 1917 – czerwiec 1917.